# Château de la Bastide (Salers)
Pour les articles homonymes, voir Château de la Bastide.
Le château de la Bastide est un château situé en France sur la commune de Salers, en région Auvergne-Rhône-Alpes.

## Localisation
Le monument se trouve avenue de Barouze dans le centre de Salers.

## Historique
Le château, datant probablement du XVIIe siècle, se compose de deux corps de logis rectangulaires, l'un à étage et avec une porte datée de 1666, l'autre formant un décrochement et accolé à une tour circulaire, avec des terrasses défensives en façade,.

### Protection
La porte cochère et la porte de la maison sont inscrites au titre des monuments historiques par arrêté du 29 juin 1951.
Les façades et les toitures sont inscrites au titre des monuments historiques par arrêté du 20 mai 1964.